# Primera División femenina de fútbol sala 1998-99
La temporada 1998-99 de Primera División fue la 5.ª edición de la máxima categoría de la Liga Nacional de Fútbol Sala Femenina de España. La competición se disputa anualmente. Empezó el 26 de septiembre de 1998, y terminó 8 de mayo de 1999.
La Primera División consta de un grupo único integrado por doce equipos, siguiendo un sistema de liga. Los doce equipos se enfrentan todos contra todos en dos ocasiones -una en campo propio y otra en campo contrario- sumando un total de 26 jornadas, descansan 2 equipos por jornada al haberse retirado dos equipos, Sanpdrotarrak y Parla, una vez sorteado el calendario. El orden de los encuentros se decide por sorteo antes de empezar la competición. La clasificación final se establece con arreglo a los puntos totales obtenidos por cada equipo al finalizar el campeonato. El equipo que más puntos sume al final del campeonato será proclamado campeón de Liga.

## Equipos participantes

### Equipos por comunidad autónoma
| N.º | Comunidad autónoma   | Equipos                              |
| --- | -------------------- | ------------------------------------ |
| 3   | Galicia              | Sal Lence Meirás Ourense             |
| 3   | Comunidad de Madrid  | FSF Móstoles Alca Sala Rayo Mejorada |
| 1   | Comunidad Valenciana | Femesala Elche                       |
| 1   | Andalucía            | Univ Sevilla FSF                     |
| 1   | Castilla-La Mancha   | Trocadero Toledo                     |
| 1   | Aragón               | Tamarite FSF                         |
| 1   | Región de Murcia     | UCAM Murcia                          |
| 1   | Cataluña             | Vilassar                             |

## Información de los equipos
| Club             | Ciudad             | Comunidad Autónoma   | Entrenador/a   | Pabellón              | Aforo |
| ---------------- | ------------------ | -------------------- | -------------- | --------------------- | ----- |
| Femesala Elche   | Elche              | Comunidad Valenciana | Rosa Lizán     | Muninicipal de Elche  | 1.814 |
| Sal Lence        | La Coruña          | Galicia              | -              | Barrio Flores         |       |
| FSF Móstoles     | Móstoles           | Comunidad de Madrid  | Javier Sánchez | Villafontana          | 450   |
| Trocadero Toledo | Noblejas           | Castilla-La Mancha   | Luis Morcillo  | Municipal de Noblejas | 1.000 |
| Tamarite FSF     | Tamarite de Litera | Aragón               | David Sobrevia | Municipal de Tamarite |       |
| Meirás           | Ferrol             | Galicia              | Bandera de ?   | Ensanche              |       |
| Ourense          | Orense             | Galicia              | Bandera de ?   | Os Remedios           | 2.500 |
| Alca Sala        | Alcalá de Henares  | Comunidad de Madrid  | Bandera de ?   | Virgen del Val        |       |
| Olimpia Murcia   | Murcia             | Región de Murcia     | Carlos Pérez   | Torre Puente Tocinos  |       |
| Univ Sevilla FSF | Sevilla            | Andalucía            | Bandera de ?   | Reina Mercedes        |       |
| Rayo Mejorada    | Mejorada del Campo | Comunidad de Madrid  | Bandera de ?   | Municipal de Mejorada |       |
| FS Vilassar      | Vilassar de Mar    | Cataluña             | Bandera de ?   | Paco Martín           |       |

### Cambios de entrenadores
| Equipo         | Entrenador (Jornadas) | Fecha de vacante    | Posición en la tabla | Entrenador entrante | Fecha de nombramiento |
| -------------- | --------------------- | ------------------- | -------------------- | ------------------- | --------------------- |
| Olimpia Murcia | Carlos Pérez (1-15)   | 25 de enero de 1999 | 11.º                 | Manolo (16- )       | 25 de enero de 1999   |

## Clasificación
|                                         |     | Equipos          | PJ | G  | E | P  | GF  | GC  | Dif. | Pts. |
| --------------------------------------- | --- | ---------------- | -- | -- | - | -- | --- | --- | ---- | ---- |
|                                         | 1.  | CD Ourense       | 22 | 17 | 2 | 3  | 101 | 33  | +68  | 53   |
|                                         | 2.  | Trocadero Toledo | 22 | 17 | 1 | 4  | 107 | 57  | +50  | 52   |
|                                         | 3.  | Tamarite         | 22 | 15 | 1 | 6  | 106 | 85  | +21  | 46   |
|                                         | 4.  | Femesala Elche   | 22 | 14 | 2 | 6  | 88  | 46  | +42  | 44   |
|                                         | 5.  | Vilassar         | 22 | 13 | 3 | 6  | 96  | 72  | +24  | 42   |
|                                         | 6.  | Rayo Mejorada    | 22 | 11 | 4 | 7  | 82  | 70  | +12  | 37   |
|                                         | 7.  | Móstoles         | 22 | 10 | 1 | 11 | 69  | 77  | -8   | 31   |
|                                         | 8.  | Meirás           | 22 | 8  | 0 | 14 | 72  | 84  | -12  | 24   |
|                                         | 9.  | Alca Sala        | 22 | 6  | 2 | 14 | 56  | 75  | -19  | 20   |
|                                         | 10. | Murcia Olimpia   | 22 | 6  | 1 | 15 | 46  | 88  | -42  | 19   |
|                                         | 11. | Univ Sevilla     | 22 | 5  | 1 | 16 | 58  | 105 | -47  | 16   |
|                                         | 12. | Sal Lence        | 22 | 0  | 2 | 20 | 40  | 129 | -89  | 2    |
| Última actualización: 8 de mayo de 1999 |     |                  |    |    |   |    |     |     |      |      |

### Evolución de la clasificación
| Equipo / Jornada | 1  | 2  | 3  | 4  | 5  | 6  | 7  | 8  | 9  | 10 | 11 | 12 | 13 | 14 | 15 | 16 | 17 | 18 | 19 | 20 | 21 | 22 | 23 | 24 | 25 | 26 |
| Equipo / Jornada |    |    |    |    |    |    |    |    |    |    |    |    |    |    |    |    |    |    |    |    |    |    |    |    |    |    |
| ---------------- | -- | -- | -- | -- | -- | -- | -- | -- | -- | -- | -- | -- | -- | -- | -- | -- | -- | -- | -- | -- | -- | -- | -- | -- | -- | -- |
| CD Ourense       | 10 | 5  | 7  | 8  | 8  | 6  | 6  | 7  | 8  | 6  | 4  | 4  | 3  | 3  | 2  | 1  | 2  | 2  | 3  | 2  | 4  | 1  | 1  | 1  | 1  | 1  |
| Trocadero Toledo | 3  | 4  | 3  | 5  | 5  | 3  | 4  | 4  | 3  | 1  | 1  | 1  | 1  | 2  | 3  | 3  | 3  | 4  | 2  | 4  | 3  | 3  | 2  | 2  | 2  | 2  |
| Tamarite         | 11 | 10 | 9  | 10 | 9  | 7  | 7  | 5  | 4  | 4  | 6  | 6  | 5  | 4  | 4  | 5  | 4  | 3  | 4  | 3  | 2  | 4  | 3  | 3  | 3  | 3  |
| Femesala Elche   | 2  | 2  | 1  | 1  | 2  | 5  | 1  | 1  | 1  | 2  | 2  | 2  | 2  | 1  | 1  | 2  | 1  | 1  | 1  | 1  | 1  | 2  | 4  | 4  | 5  | 4  |
| Vilassar         | 7  | 6  | 5  | 4  | 3  | 1  | 2  | 2  | 2  | 3  | 3  | 3  | 4  | 5  | 6  | 6  | 5  | 5  | 5  | 5  | 5  | 5  | 5  | 5  | 4  | 5  |
| Rayo Mejorada    | 5  | 3  | 2  | 3  | 4  | 2  | 3  | 3  | 6  | 5  | 5  | 5  | 6  | 6  | 5  | 4  | 6  | 6  | 6  | 6  | 7  | 7  | 7  | 6  | 6  | 6  |
| FSF Móstoles     | 1  | 1  | 4  | 2  | 1  | 4  | 5  | 6  | 7  | 9  | 9  | 9  | 9  | 9  | 8  | 8  | 8  | 7  | 7  | 7  | 6  | 6  | 6  | 7  | 7  | 7  |
| Meirás           | 4  | 7  | 8  | 6  | 6  | 8  | 9  | 9  | 9  | 8  | 7  | 7  | 7  | 7  | 7  | 7  | 7  | 8  | 8  | 8  | 8  | 8  | 8  | 8  | 8  | 8  |
| Alca Sala        | 6  | 8  | 6  | 7  | 7  | 9  | 8  | 8  | 5  | 7  | 8  | 8  | 8  | 8  | 9  | 9  | 9  | 9  | 9  | 9  | 9  | 9  | 9  | 9  | 9  | 9  |
| Olimpia Murcia   | 9  | 12 | 11 | 12 | 11 | 12 | 11 | 11 | 11 | 11 | 11 | 11 | 11 | 11 | 11 | 11 | 11 | 11 | 11 | 11 | 11 | 10 | 10 | 10 | 10 | 10 |
| Univ Sevilla     | 8  | 11 | 12 | 9  | 10 | 10 | 10 | 10 | 10 | 10 | 10 | 10 | 10 | 10 | 10 | 10 | 10 | 10 | 10 | 10 | 10 | 11 | 11 | 11 | 11 | 11 |
| Sal Lence        | 12 | 9  | 10 | 11 | 12 | 11 | 12 | 12 | 12 | 12 | 12 | 12 | 12 | 12 | 12 | 12 | 12 | 12 | 12 | 12 | 12 | 12 | 12 | 12 | 12 | 12 |

## Resultados
Los horarios corresponden a la CET (Hora Central Europea) UTC+1 en horario estándar y UTC+2 en horario de verano para los partidos disputados en la península y UTC+0 en horario estándar y UTC+1 en horario de verano para los partidos disputados en las Islas Canarias.<ref>
| Móstoles                        | 6 - 1 | Tamarite       | 26 de septiembre | 18:30 | Villafontana  |     |
| Rayo Mejorada                   | 3 - 1 | Olimpia Murcia | 26 de septiembre |       |               |     |
| Trocadero Toledo                | 4 - 1 | CD Ourense     | 26 de septiembre | 19:00 | Mun. Noblejas | 300 |
| Univ Sevilla                    | 2 - 4 | Meirás         | 26 de septiembre |       |               |     |
| Femesala Elche                  | 5 - 0 | Sal Lence      | 26 de septiembre |       |               |     |
| Descansan; Alca Sala y Vilassar |       |                |                  |       |               |     |

| Olimpia Murcia                          | 1 - 7 | Móstoles       | 3 de octubre | 18:00 | Torre Puente Tocinos |     |
| Alca Sala                               | 2 - 3 | Rayo Mejorada  | 3 de octubre | 18:00 | Virgen del Val       | 100 |
| Meirás                                  | 3 - 6 | Femesala Elche | 3 de octubre | 19:00 | Ensanche             |     |
| Tamarite                                | 5 - 6 | Vilassar       | 4 de octubre | 12:30 | Mun. Tamarite        |     |
| Ourense                                 | 7 - 3 | Univ Sevilla   | 4 de octubre | 12:30 | Os Remedios          |     |
| Descansan; Sal Lence y Trocadero Toledo |       |                |              |       |                      |     |

| Vilassar                     | 6 - 2  | Olimpia Murcia | 10 de octubre |       |               |     |
| Femesala Elche               | 2 - 0  | Ourense        | 10 de octubre | 17:30 | Mun. Elche    |     |
| Trocadero Toledo             | 11 - 2 | Univ Sevilla   | 10 de octubre | 18:00 | Mun. Noblejas | 200 |
| Móstoles                     | 1 - 5  | Alca Sala      | 10 de octubre | 18:30 | Villafontana  | 300 |
| Rayo Mejorada                | 5 - 2  | Sal Lence      | 10 de octubre |       |               |     |
| Descansan; Meirás y Tamarite |        |                |               |       |               |     |

| Alca Sala                                                                | 4 - 4 | Vilassar         | 17 de octubre   | 18:00 | Virgen del Val | 125 |
| Sal Lence                                                                | 1 - 4 | Móstoles         | 17 de octubre   | 18:00 | Barrio Flores  |     |
| Meirás                                                                   | 5 - 2 | Rayo Mejorada    | 17 de octubre   | 19:00 | Ensanche       |     |
| Univ Sevilla                                                             | 1 - 1 | Femesala Elche   | 17 de octubre   |       |                |     |
| Tamarite                                                                 | 2 - 5 | Trocadero Toledo | 27 de febreroN1 | 18:00 |                |     |
| Descansan; Olimpia Murcia y Ourense                                      |       |                  |                 |       |                |     |
| Nota 1: Se aplazó el partido debido a la incoparecencia de los árbitros. |       |                  |                 |       |                |     |

| Tamarite                            | 5 - 3 | Olimpia Murcia | 24 de octubre |       |                  |     |
| Vilassar                            | 9 - 0 | Sal Lence      | 24 de octubre |       |                  |     |
| Móstoles                            | 6 - 5 | Meirás         | 24 de octubre | 18:30 | Villafontana     |     |
| Rayo Mejorada                       | 2 - 2 | Ourense        | 24 de octubre | 18:30 | Mun. de Mejorada |     |
| Trocadero Toledo                    | 4 - 3 | Femesala Elche | 24 de octubre | 19:00 | Mun. Noblejas    | 500 |
| Descansan; Univ Sevilla y Alca Sala |       |                |               |       |                  |     |

| Olimpia Murcia                        | 1 - 3 | Trocadero Toledo | 31 de octubre | 16:30 | Torre Puente Tocinos | 200 |
| Ourense                               | 5 - 0 | Móstoles         | 31 de octubre | 17:00 | Os Remedios          |     |
| Meirás                                | 6 - 8 | Vilassar         | 31 de octubre | 17:00 | Ensanche             |     |
| Alca Sala                             | 2 - 6 | Tamarite         | 31 de octubre | 18:00 | Campus UAH           | 100 |
| Univ Sevilla                          | 4 - 5 | Rayo Mejorada    | 31 de octubre |       |                      |     |
| Descansan; Femesala Elche y Sal Lence |       |                  |               |       |                      |     |

| Tamarite                             | 9 - 2 | Sal Lence      | 7 de noviembre |       |                      |    |
| Olimpia Murcia                       | 5 - 6 | Alca Sala      | 7 de noviembre | 16:00 | Torre Puente Tocinos | 25 |
| Móstoles                             | 4 - 5 | Univ Sevilla   | 7 de noviembre | 18:30 | Villafontana         |    |
| Vilassar                             | 0 - 4 | Ourense        | 7 de noviembre | 19:45 |                      |    |
| Rayo Mejorada                        | 4 - 7 | Femesala Elche | 7 de noviembre |       |                      |    |
| Descansan; Trocadero Toledo y Meirás |       |                |                |       |                      |    |

| Meirás                             | 2 - 5 | Tamarite         | 14 de noviembre |       |                |     |
| Alca Sala                          | 3 - 2 | Trocadero Toledo | 14 de noviembre | 17:30 | Virgen del Val | 100 |
| Femesala Elche                     | 9 - 1 | Móstoles         | 14 de noviembre | 17:30 | Mun. Elche     |     |
| Sal Lence                          | 2 - 2 | Olimpia Murcia   | 14 de noviembre | 18:00 | Barrio Flores  |     |
| Univ Sevilla                       | 3 - 8 | Vilassar         | 14 de noviembre |       |                |     |
| Descansan; Rayo Mejorada y Ourense |       |                  |                 |       |                |     |

| Olimpia Murcia                     | 3 - 8 | Meirás         | 21 de noviembre | 17:00 | Torre Puente Tocinos |     |
| Alca Sala                          | 7 - 3 | Sal Lence      | 21 de noviembre | 18:00 | Virgen del Val       | 150 |
| Tamarite                           | 4 - 4 | CD Ourense     | 21 de noviembre | 18:30 | Mun. Tamarite        |     |
| Vilassar                           | 5 - 5 | Femesala Elche | 21 de noviembre |       |                      |     |
| Trocadero Toledo                   | 7 - 2 | Rayo Mejorada  | 21 de noviembre | 19:00 | Mun. Noblejas        | 200 |
| Descansan; Móstoles y Univ Sevilla |       |                |                 |       |                      |     |

| Univ Sevilla                         | 3 - 6 | Tamarite         | 28 de noviembre |       |                      |     |
| Sal Lence                            | 2 - 8 | Trocadero Toledo | 28 de noviembre | 18:00 | Barrio de las Flores | 150 |
| Rayo Mejorada                        | 3 - 1 | Móstoles         | 28 de noviembre | 18:30 | Mun. Mejorada        |     |
| Meirás                               | 2 - 1 | Alca Sala        | 28 de noviembre | 19:00 | Ensanche             | 100 |
| Orense                               | 6 - 0 | Olimpia Murcia   | 29 de noviembre | 12:30 | Os Remedios          |     |
| Descansan; Vilassar y Femesala Elche |       |                  |                 |       |                      |     |

| Sal Lence        | 0 - 3 | Meirás         | 12 de diciembre | 18:00 | Barrio Flores        |     |
| Trocadero Toledo | 6 - 3 | Móstoles       | 12 de diciembre | 18:00 | Mun. Noblejas        |     |
| Alca Sala        | 1 - 4 | Ourense        | 12 de diciembre | 19:00 | Virgen del Val       | 100 |
| Olimpia Murcia   | 2 - 1 | Univ Sevilla   | 12 de diciembre |       | Torre Puente Tocinos |     |
| Tamarite         | 2 - 4 | Femesala Elche | 12 de diciembre |       |                      |     |
| Vilassar         | 3 - 3 | Rayo Mejorada  | 12 de diciembre |       |                      |     |

| Trocadero Toledo                    | 6 - 3 | Meirás         | 19 de diciembre |       | Mun. Noblejas  |     |
| Ourense                             | 9 - 0 | Sal Lence      | 19 de diciembre | 17:30 | Os Remedios    | 300 |
| Móstoles                            | 1 - 3 | Vilassar       | 19 de diciembre | 18:30 | Villafontana   |     |
| Univ Sevilla                        | 3 - 0 | Alca Sala      | 19 de diciembre | 20:30 | Reina Mercedes | 100 |
| Femesala Elche                      | 4 - 0 | Olimpia Murcia | 23 de diciembre | 19:00 | Mun. Elche     | 500 |
| Descansan; Tamarite y Rayo Mejorada |       |                |                 |       |                |     |

| Alca Sala                            | 0 - 2 | Femesala Elche   | 9 de enero | 17:30 | Virgen del Val | 80 |
| Vilassar                             | 3 - 5 | Trocadero Toledo | 9 de enero | 18:00 | Paco Martín    |    |
| Meirás                               | 1 - 4 | Ourense          | 9 de enero | 19:00 | Ensanche       |    |
| Sal Lence                            | 1 - 5 | Univ Sevilla     | 9 de enero | 19:30 | Barrio Flores  |    |
| Tamarite                             | 3 - 0 | Rayo Mejorada    | 9 de enero |       |                |    |
| Descansan; Olimpia Murcia y Móstoles |       |                  |            |       |                |    |

| Olimpia Murcia                  | 3 - 7  | Rayo Mejorada    | 16 de enero |       |               |  |
| Sal Lence                       | 0 - 3  | Femesala Elche   | 16 de enero |       |               |  |
| Ourense                         | 6 - 2  | Trocadero Toledo | 16 de enero | 17:00 | Os Remedios   |  |
| Tamarite                        | 10 - 0 | Móstoles         | 16 de enero | 18:30 | Mun. Tamarite |  |
| Meirás                          | 6 - 0  | Univ Sevilla     | 16 de enero | 19:30 | Ensanche      |  |
| Descansan; Alca Sala y Vilassar |        |                  |             |       |               |  |

| Vilassar                                | 4 - 6 | Tamarite       | 23 de enero |       |                |     |
| Femesala Elche                          | 4 - 2 | Meirás         | 23 de enero | 17:30 |                |     |
| Rayo Mejorada                           | 4 - 3 | Alca Sala      | 23 de enero | 18:30 | Mun. Mejorada  | 100 |
| Móstoles                                | 3 - 0 | Olimpia Murcia | 23 de enero | 18:30 | Villafontana   |     |
| Univ Sevilla                            | 2 - 6 | CD Ourense     | 23 de enero | 18:30 | Reina Mercedes |     |
| Descansan; Sal Lence y Trocadero Toledo |       |                |             |       |                |     |

| Ourense                      | 5 - 2 | Femesala Elche   | 30 de enero | 17:00 | Os Remedios          |  |
| Alca Sala                    | 1 - 2 | Móstoles         | 30 de enero | 18:00 | Virgen del Val       |  |
| Sal Lence                    | 4 - 5 | Rayo Mejorada    | 30 de enero |       | Barrio Flores        |  |
| Olimpico Murcia              | 2 - 3 | Vilassar         | 31 de enero | 12:00 | Torre Puente Tocinos |  |
| Univ Sevilla                 | 1 - 5 | Trocadero Toledo | 31 de enero |       |                      |  |
| Descansan; Meirás y Tamarite |       |                  |             |       |                      |  |

| Trocadero Toledo                    | 4 - 5  | Tamarite     | 13 de febrero |       | Mun. Noblejas |    |
| Rayo Mejorada                       | 3 - 4  | Meirás       | 13 de febrero | 16:00 |               |    |
| Móstoles                            | 9 - 5  | Sal Lence    | 13 de febrero | 18:30 | Villafontana  |    |
| Vilassar                            | 4 - 0  | Alca Sala    | 13 de febrero | 19:45 | Paco Martín   | 50 |
| Femesala Elche                      | 11 - 0 | Univ Sevilla | 13 de febrero |       |               |    |
| Descansan; Ourense y Olimpia Murcia |        |              |               |       |               |    |

| Olimpia Murcia                      | 3 - 6 | Tamarite      | 20 de febrero |       |             |     |
| Ourense                             | 6 - 0 | Rayo Mejorada | 20 de febrero | 17:00 | Os Remedios | 400 |
| Sal Lence                           | 4 - 5 | Vilassar      | 20 de febrero | 18:00 | Elviña      |     |
| Meirás                              | 1 - 3 | Móstoles      | 20 de febrero |       | Ensanche    |     |
| Femesala Elche                      | 4 - 1 | Trocadero     | 20 de febrero |       | Mun. Elche  | 500 |
| Descansan; Univ Sevilla y Alca Sala |       |               |               |       |             |     |

| Trocadero Toledo                      | 6 - 1 | Olimpia Murcia | 6 de marzo | 18:00 | Mun. Noblejas |     |
| Tamarite                              | 6 - 2 | Alca Sala      | 6 de marzo | 18:30 | Mun. Tamarite | 100 |
| Móstoles                              | 3 - 0 | Ourense        | 6 de marzo | 18:30 | Villafontana  |     |
| Vilassar                              | 4 - 1 | Meirás         | 6 de marzo |       |               |     |
| Rayo Mejorada                         | 5 - 2 | Univ Sevilla   | 6 de marzo |       |               |     |
| Descansan; Femesala Elche y Sal Lence |       |                |            |       |               |     |

| Ourense                              | 4 - 1 | Vilassar       | 13 de marzo | 17:00 | Os Remedios    |     |
| Univ Sevilla                         | 2 - 1 | Móstoles       | 13 de marzo | 17:00 | Sadus          |     |
| Alca Sala                            | 3 - 4 | Olimpia Murcia | 13 de marzo | 17:30 | Virgen del Val | 100 |
| Sal Lence                            | 4 - 7 | Tamarite       | 13 de marzo | 18:00 | Barrio Flores  |     |
| Femesala Elche                       | 3 - 1 | Rayo Mejorada  | 13 de marzo |       |                |     |
| Descansan; Trocadero Toledo y Meirás |       |                |             |       |                |     |

| Trocadero Toledo                   | 4 - 3 | Alca Sala      | 20 de marzo | 18:00 | Mun. Noblejas | 100 |
| Tamarite                           | 8 - 4 | Meirás         | 20 de marzo | 18:30 | Mun. Tamarite |     |
| Móstoles                           | 6 - 1 | Femesala Elche | 20 de marzo | 18:30 | Villafontana  |     |
| Vilassar                           | 7 - 3 | Univ Sevilla   | 20 de marzo |       |               |     |
| Olimpia Murcia                     | 3 - 2 | Sal Lence      | 21 de marzo | 12:00 |               |     |
| Descansan; Rayo Mejorada y Ourense |       |                |             |       |               |     |

| Ourense                            | 6 - 2 | Tamarite         | 27 de marzo | 17:00 | Paco Paz      |     |
| Sal Lence                          | 3 - 3 | Alca Sala        | 27 de marzo | 18:00 | Barrio Flores |     |
| Meirás                             | 0 - 2 | Olimpia Murcia   | 27 de marzo | 19:00 | Ensanche      |     |
| Femesala Elche                     | 3 - 5 | Vilassar         | 27 de marzo |       |               |     |
| Rayo Mejorada                      | 2 - 2 | Trocadero Toledo | 27 de marzo |       | Mun. Mejorada | 300 |
| Descansan; Univ Sevilla y Móstoles |       |                  |             |       |               |     |

| Trocadero Toledo                     | 9 - 4 | Sal Lence     | 10 de abril | 18:00 | Mun. Noblejas  | 100 |
| Alca Sala                            | 5 - 3 | Meirás        | 10 de abril | 18:00 | Virgen del Val | 100 |
| Tamarite                             | 7 - 6 | Univ Sevilla  | 10 de abril |       | Mun. Binefar   |     |
| Olimpia Murcia                       | 1 - 3 | Ourense       | 11 de abril | 12:00 |                |     |
| Móstoles                             | 5 - 5 | Rayo Mejorada | 11 de abril | 12:30 | Villafontana   |     |
| Descansan; Femesala Elche y Vilassar |       |               |             |       |                |     |

| Ourense        | 2 - 0 | Alca Sala        | 17 de abril | 17:00 | Os Remedios  | 500 |
| Meirás         | 4 - 0 | Sal Lence        | 17 de abril | 18:00 | Ensanche     |     |
| Univ Sevilla   | 1 - 3 | Olimpia Murcia   | 17 de abril |       |              |     |
| Femesala Elche | 0 - 1 | Tamarite         | 17 de abril |       |              |     |
| Rayo Mejorada  | 3 - 1 | Vilassar         | 17 de abril |       |              |     |
| Móstoles       | 1 - 4 | Trocadero Toledo | 17 de abril | 18:30 | Villafontana |     |

| Meirás                              | 2 - 3 | Trocadero Toledo | 1 de mayo |       | Ensanche             |  |
| Alca Sala                           | 4 - 2 | Univ Sevilla     | 1 de mayo | 18:00 | Virgen del Val       |  |
| Olimpia Murcia                      | 4 - 3 | Femesala Elche   | 1 de mayo |       | Torre Puente Tocinos |  |
| Vilassar                            | 4 - 2 | Móstoles         | 1 de mayo | 18:20 | Paco Martín          |  |
| Sal Lence                           | 0 - 8 | Ourense          | 2 de mayo | 18:00 | Barrio Flores        |  |
| Descansan; Tamarite y Rayo Mejorada |       |                  |           |       |                      |  |

| Univ Sevilla                         | 7 - 1  | Sal Lence | 8 de mayo | 18:00 |               |      |
| Trocadero Toledo                     | 6 - 3  | Vilassar  | 8 de mayo | 18:00 | Mun. Noblejas |      |
| Femesala Elche                       | 6 - 1  | Alca Sala | 8 de mayo | 18:15 | Mun. Elche    |      |
| Ourense                              | 9 - 3  | Meirás    | 8 de mayo | 18:30 | Os Remedios   | 2000 |
| Rayo Mejorada                        | 15 - 0 | Tamarite  | 8 de mayo |       |               |      |
| Descansan; Móstoles y Olimpia Murcia |        |           |           |       |               |      |

## Estadísticas

### Rachas
- Mayor racha ganadora: Ourense; 8 jornadas (jornadas 10 a 18, incluye jornadas de descanso)
- Mayor racha invicta: Ourense; 8 jornadas (jornadas 5 a 18, incluye jornadas de descanso)
- Mayor racha marcando: Trocadero Toledo; 22 jornadas (jornadas 1 a 26, incluye jornadas de descanso)
- Mayor racha empatando: Vilassar y Rayo Mejorada; 2 jornadas
- Mayor racha imbatida: Ourense y Tamarite; 2 jornadas
- Mayor racha perdiendo: Sal Lence; 11 jornadas (jornada 9 a 21, incluye jornadas de descanso)
- Mayor racha sin ganar: Sal Lence; 22 jornadas (jornada 1 a 26, incluye jornadas de descanso)
- Mayor racha sin marcar: Sal Lence y Alca Sala; 2 jornadas
- Mayor goleada en casa:

Rayo Mejorada 15 - 0 Tamarite (8 de mayo)
- Mayor goleada a domicilio:

Sal Lence 0 - 8 Ourense (2 de mayo)
- Partido con más goles:

Rayo Mejorada 15 - 0 Tamarite (8 de mayo)